# Bolsjewiek

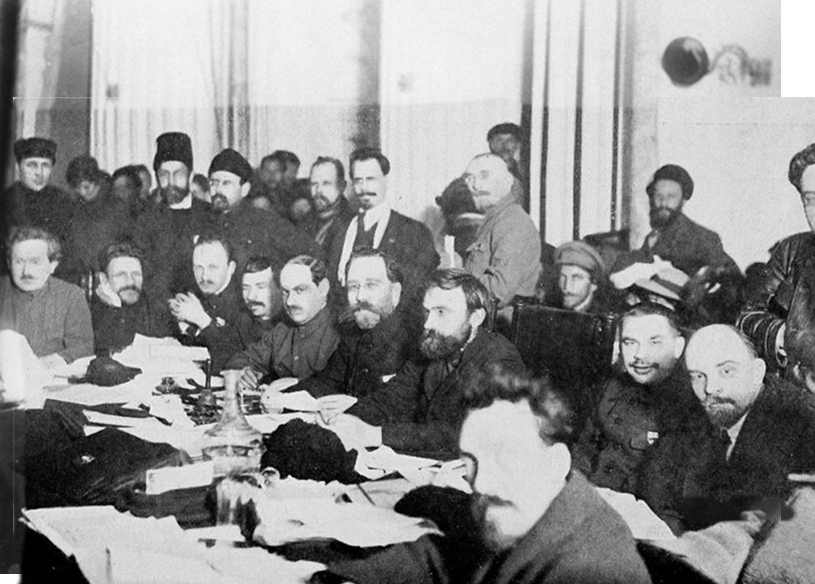
Bijeenkomst van bolsjewieken

De bolsjewieken of bolsjevieken (Russisch: большеви́ки, afgeleid van bolsjinstvó, meerderheid) waren een factie van de marxistische Russische Sociaaldemocratische Arbeiderspartij (RSDAP) die zich afsplitsten van de mensjewistische factie bij het Tweede Partijcongres in 1903.
De bolsjewieken werden de meerderheidsfractie bij een cruciale stemming, vandaar hun naam. Uiteindelijk werden zij de Communistische Partij van de Sovjet-Unie. De bolsjewieken kwamen in Rusland aan de macht tijdens de fase van de Oktoberrevolutie in de Russische Revolutie, en stichtten de Russische Socialistische Federatieve Sovjetrepubliek die later in 1922 het belangrijkste deel van de Sovjet-Unie zou worden.
De bolsjewieken, gesticht door Vladimir Lenin en Aleksandr Bogdanov, waren in 1905 een massa-organisatie die voornamelijk bestond uit arbeiders onder een democratische interne hiërarchie bestuurd door het principe van democratisch centralisme, die zichzelf beschouwden als de leiders van de revolutionaire arbeidersklasse van Rusland. Er wordt vaak naar hun opvattingen en werkwijzen verwezen als het bolsjewisme. De bolsjewistische revolutionaire leider Leon Trotski gebruikte vaak de termen bolsjewisme en bolsjewist na zijn ballingschap van de Sovjet-Unie om een onderscheid te maken tussen wat hij zag als het echte leninisme en de staat en partij zoals zij bestonden onder het leiderschap van Jozef Stalin.

## Ontstaan
In 1903 ontstonden ten gevolge van een scheuring in de Russische Sociaaldemocratische Arbeiderspartij (RSDAP) het bolsjewisme en het mensjewisme. In verband met de organisatorische opvattingen van Lenin (in zijn brochure Wat te doen? (1902), stoelend op het marxisme) besloten hij en zijn volgelingen een eigen weg te gaan. In 1903 hield de RSDAP, die in Rusland illegaal was, in Brussel en Londen haar tweede congres.
Later ontstonden twee stromingen: de mensjewieken (de minderheid) en de bolsjewieken (de meerderheid). De mensjewieken waren meer politiek gematigd en stonden positiever tegenover de liberale oppositie die meer wijdverspreide aanhang had en democratisch gericht was. De bolsjewieken hadden een onverzoenlijke opstelling tegen de bourgeoisie en de liberale democratie en zagen democratische samenwerking met andere partijen als ongewenst (alleen tijdelijk toelaatbaar als tactiek om te komen tot de uiteindelijke door Karl Marx voorspelde dictatuur van het proletariaat). Na de val van de monarchie (tsaar), veroorzaakt door de Februarirevolutie, vormden de mensjewieken de Voorlopige Regering onder leiding van Aleksandr Kerenski. Deze regering was onmachtig om de lopende oorlog tegen Duitsland te beëindigen, hetgeen meer en meer kwaad bloed zette bij de Russische bevolking. De bolsjewieken voerden een politiek van agitatie tegen de Voorlopige Regering en voor een verdere doorvoering van de revolutie naar het socialisme (communisme). In de loop van 1917 voerden de mensjewieken een stijgende repressie uit tegen de bolsjewieken en Lenin en Stalin moesten onderduiken, terwijl Trotski werd gevangengenomen. In november 1917 (gregoriaanse kalender; oktober volgens de juliaanse kalender) mondde deze mix van ontevredenheid, oorlogsmoeheid, agitatie en repressie uit in de Oktoberrevolutie, die de bolsjewieken aan de macht bracht.